# Сальта (місто)
Са́льта (ісп. Salta) — місто на північному заході Аргентини, столиця провінції Сальта. Лежить на сході Андського гірського хребта в долині Лерма на висоті 1187 метрів над рівнем моря. Населення 535 303 мешканці за переписом 2010 року.
Місто Сальта є центром важливого сільськогосподарського регіону: тут вирощують кукурудзу, тютюн, зернові, цукрову тростину, сою, які експортують до Європи та США. Має аеропорт. У місті є два університети: Національний університет Сальти та Католицький Університет Сальти. Місто відоме своєю колоніальною архітектурою та є важливим туристичним центром.

## Історія

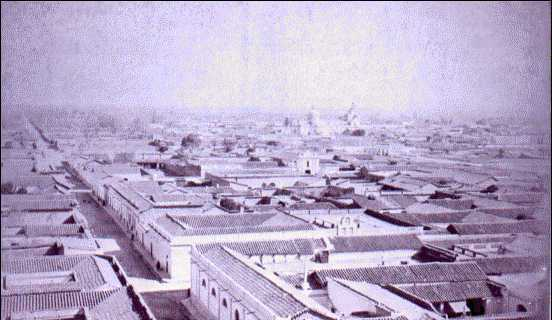
Сальта у 1880—1910

Місто було засноване 16 квітня 1582 року іспанцем Ернандо де Лерма, який виконував наказ віцекороля Перу Франсіско де Толедо, що прагнув створити сполучення між Лімою та Буенос-Айресом. Сальта входила до складу віцекоролівства Перу до 1776, коли було створене віцекоролівство Ріо-де-ла-Плата. 1783 року місто здобуло статус столиці інтендантства Сальта-де-Тукуман.
1813 року аргентинські війська під командуванням Мануеля Белграно здобули вирішальну перемогу над монархістами у битві при Сальті, що дозволило звільнити майже всю територію Аргентини.
Після здобуття Аргентиною незалежності у 1816, місто переживало період економічного занепаду впродовж майже усього XIX сторіччя. Але у 1890-х з проведенням до міста залізниці та завдяки притоку іммігрантів з Іспанії, Італії та арабських країн економіка регіону знову пішла вгору. 1895 року населення міста становило 28 436 осіб.

## Клімат
Клімат міста помірний і вологий. Середня річна кількість опадів 1000 мм, найбільше дощів у грудні і лютому. Через спорудження великих водосховищ відзначається значне зростання вологості повітря. Абсолютний максимум температури у місті 39,9 °C, абсолютний мінімум −9,4 °C.
| Клімат Сальти (1961—1990) | Клімат Сальти (1961—1990) | Клімат Сальти (1961—1990) | Клімат Сальти (1961—1990) | Клімат Сальти (1961—1990) | Клімат Сальти (1961—1990) | Клімат Сальти (1961—1990) | Клімат Сальти (1961—1990) | Клімат Сальти (1961—1990) | Клімат Сальти (1961—1990) | Клімат Сальти (1961—1990) | Клімат Сальти (1961—1990) | Клімат Сальти (1961—1990) | Клімат Сальти (1961—1990) |
| Показник | Січ.                      | Лют.                      | Бер.                      | Квіт.                     | Трав.                     | Черв.                     | Лип.                      | Серп.                     | Вер.                      | Жовт.                     | Лист.                     | Груд.                     | Рік                       |
| Абсолютний максимум, °C | 35,6                      | 35,1                      | 34,0                      | 33,0                      | 34,2                      | 34,0                      | 37,2                      | 36,5                      | 37,8                      | 38,8                      | 39,9                      | 38,7                      | 39,9                      |
| Середній максимум, °C | 27,4                      | 26,1                      | 24,8                      | 22,6                      | 21,0                      | 19,1                      | 20,2                      | 22,3                      | 23,5                      | 26,4                      | 27,4                      | 27,8                      | 24,0                      |
| Середня температура, °C | 21,2                      | 20,1                      | 18,9                      | 16,2                      | 13,3                      | 10,1                      | 10,1                      | 12,3                      | 15,0                      | 18,7                      | 20,3                      | 21,2                      | 16,5                      |
| Середній мінімум, °C | 16,1                      | 15,6                      | 14,7                      | 11,6                      | 7,7                       | 3,8                       | 2,9                       | 4,5                       | 7,4                       | 11,3                      | 13,9                      | 15,5                      | 10,4                      |
| Абсолютний мінімум, °C | 8,4                       | 4,8                       | 4,0                       | −1,5                      | −3,3                      | −6,8                      | −8                        | −6,6                      | −4,5                      | −1,3                      | 1,5                       | 6,5                       | −8                        |
| Середня кількість сонячних годин на місяць | 164,3                     | 134,4                     | 105,4                     | 117,0                     | 136,4                     | 120,0                     | 173,6                     | 195,3                     | 162,0                     | 182,9                     | 171,0                     | 164,3                     | 1826,6                    |
| Норма опадів, мм | 182.0                     | 162.9                     | 118.3                     | 36.6                      | 8.6                       | 2.6                       | 3.5                       | 4.2                       | 6.6                       | 26.1                      | 65.3                      | 138.0                     | 754.7                     |
| Днів з опадами | 16                        | 15                        | 14                        | 8                         | 4                         | 2                         | 2                         | 2                         | 3                         | 6                         | 10                        | 14                        | 96                        |
| Вологість повітря, % | 78                        | 82                        | 84                        | 84                        | 81                        | 76                        | 70                        | 63                        | 60                        | 61                        | 67                        | 73                        | 73                        |
| --- | ------------------------- | ------------------------- | ------------------------- | ------------------------- | ------------------------- | ------------------------- | ------------------------- | ------------------------- | ------------------------- | ------------------------- | ------------------------- | ------------------------- | ------------------------- |
| Джерело: NOAA, Oficina de Riesgo Agropecuario (record highs and lows), Servicio Meteorológico Nacional (precipitation days), UNLP (June sun only) |                           |                           |                           |                           |                           |                           |                           |                           |                           |                           |                           |                           |                           |

## Туризм
Сальта відзначається найбільшою кількістю будівель колоніальної і неоколоніальної архітектури в Аргентині. Найвизначніші архітектурні пам'ятники міста:
- Муніципалітет — найстаріша будівля міста, збудована 1780 року під керівництвом Антоніо де Фігераса. Зараз там два музеї: Історичний музей Півночі на нижньому поверсі і Колоніальний Музей на верхньому.
- Кафедральний собор — національна історична пам'ятка Аргентини. Збудований у другій половині XIX ст. У ньому є могила генерала Мартіна Мігеля де Гуемеса і музей.
- Монастир святого Франциска — будівля у неокласичному стилі, збудована у XIX ст.

Археологічний Високогірний Музей також є однією з найважливіших туристичних принад Сальти. У ньому експонуються предмети культури інків і мумії Юяйяко. Іншими визначними місцями міста є Музей образотворчих мистецтв і Музей міста, Законодавчі збори і будинок-музей Гуемеса.
З міста Сальта починається шлях туристичного Захмарного Потяга (ісп. Tren a las Nubes), який їде високогір'ям Альтіплано та схилами Анд до містечка Сан-Антоніо-де-лос-Кобрес.

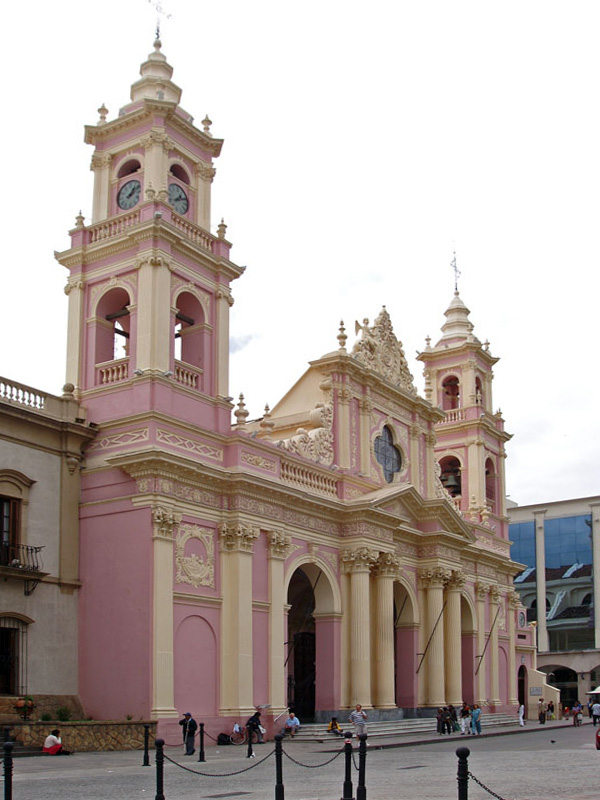
Кафедральний собор
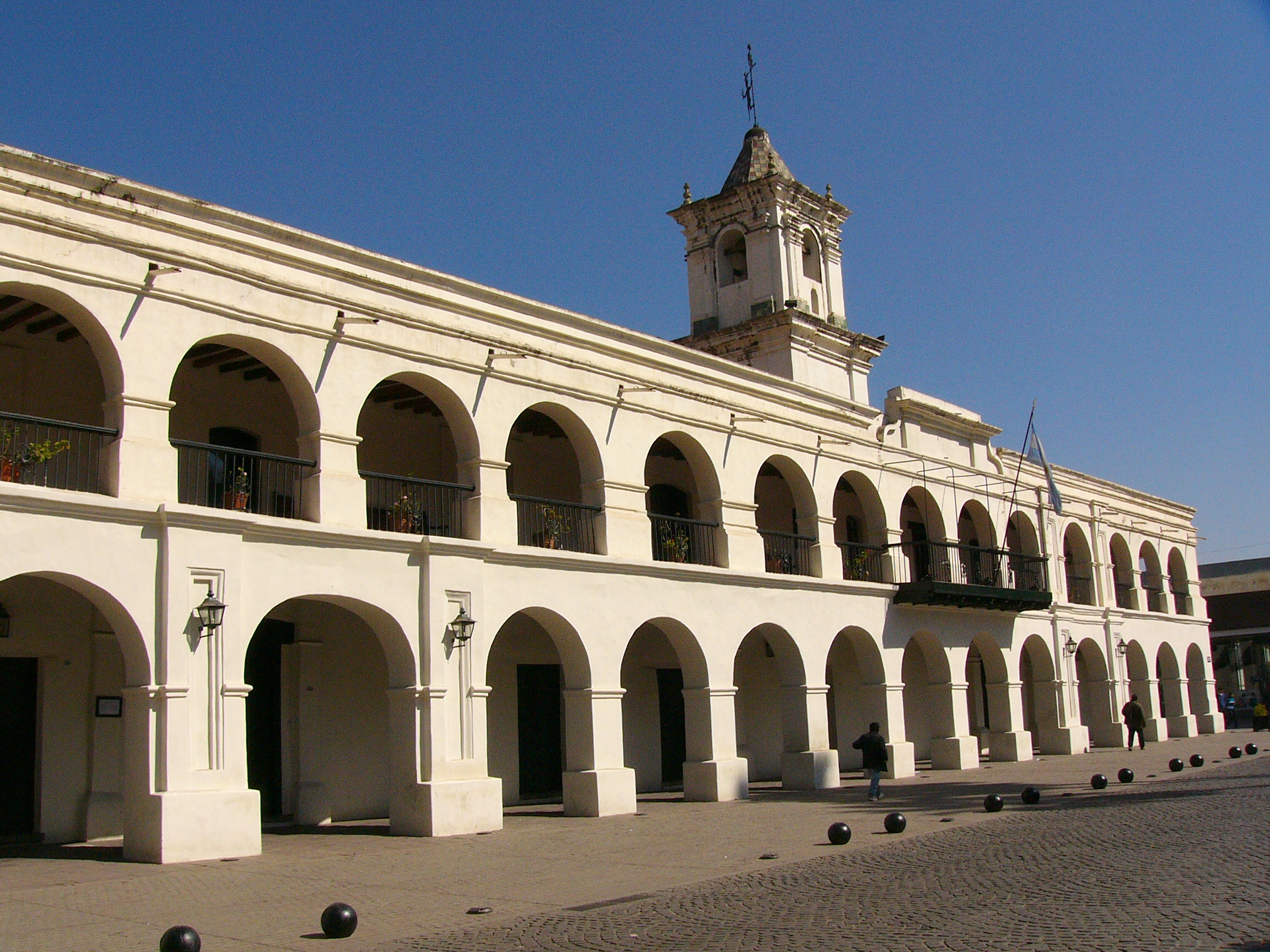
Муніципалітет
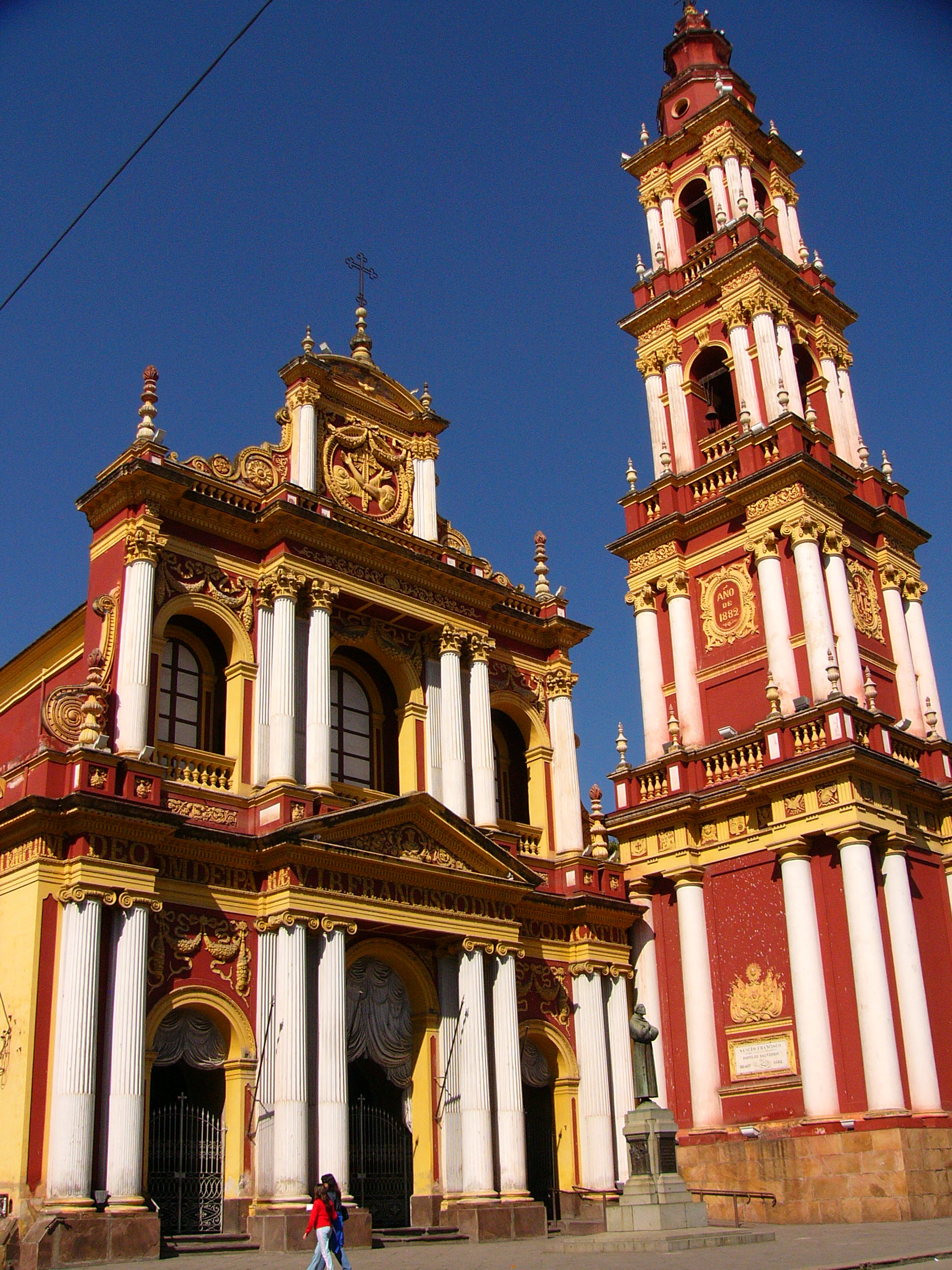
Монастир св. Франциска
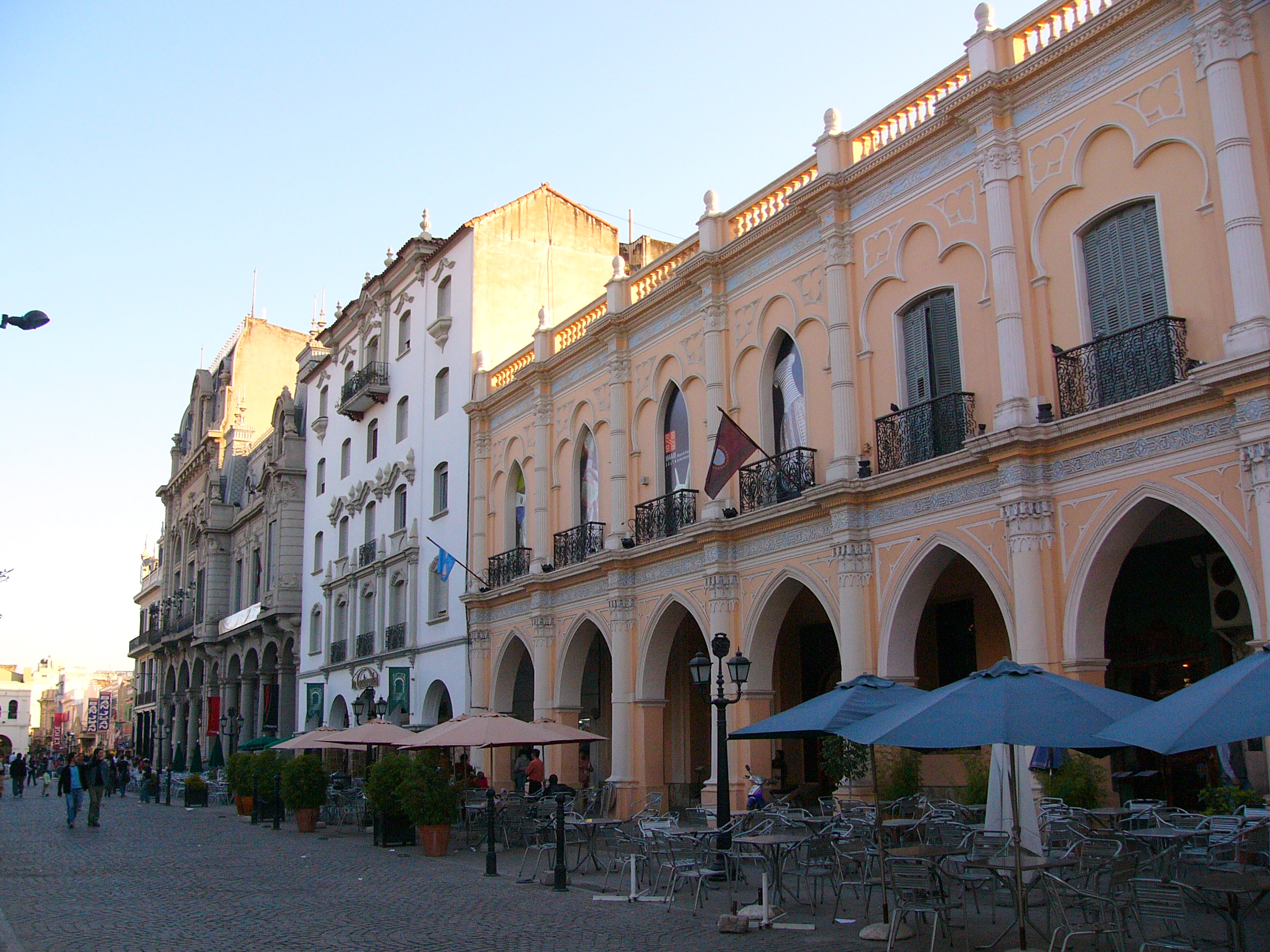
Головна площа
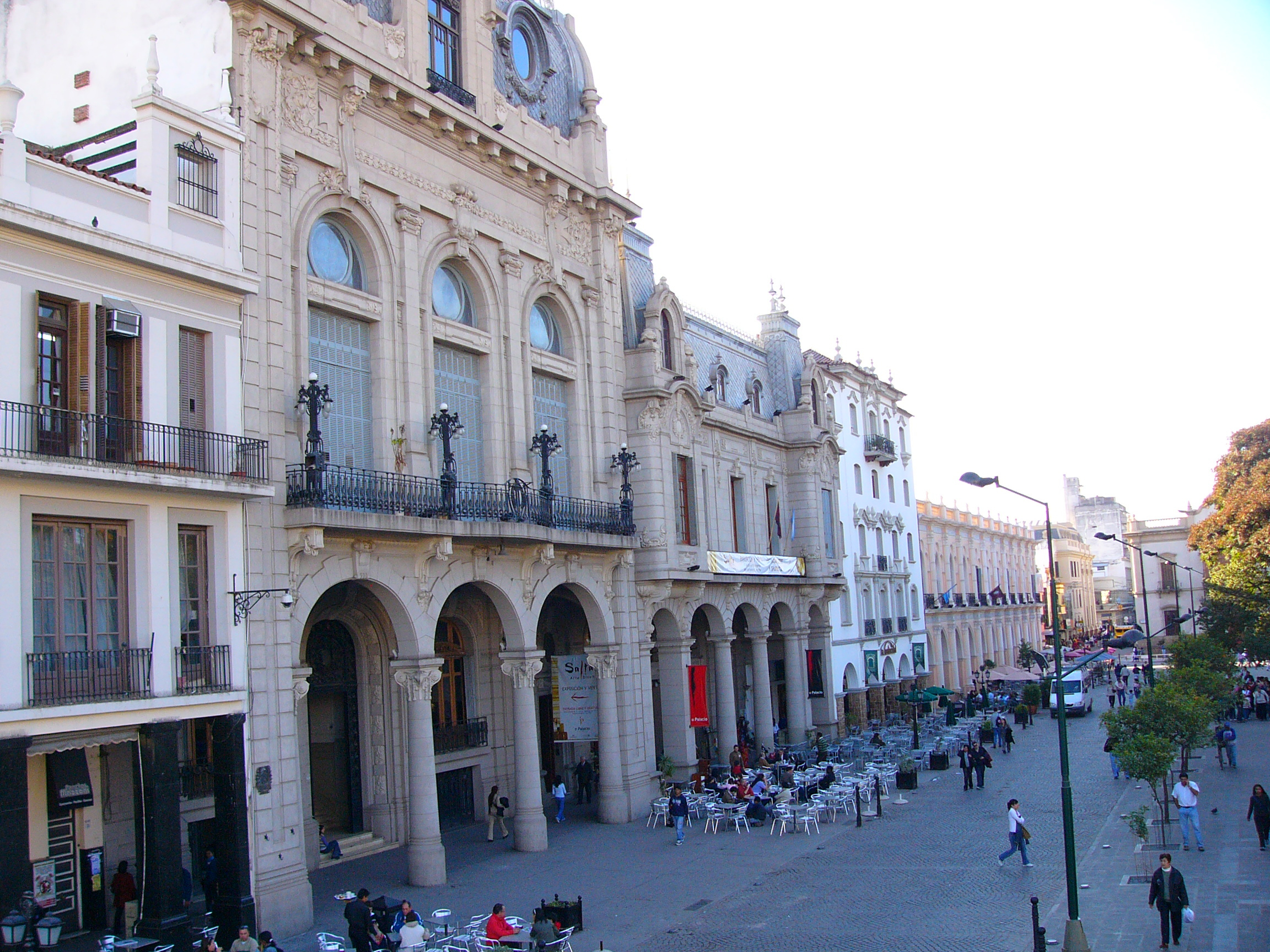
Головна площа
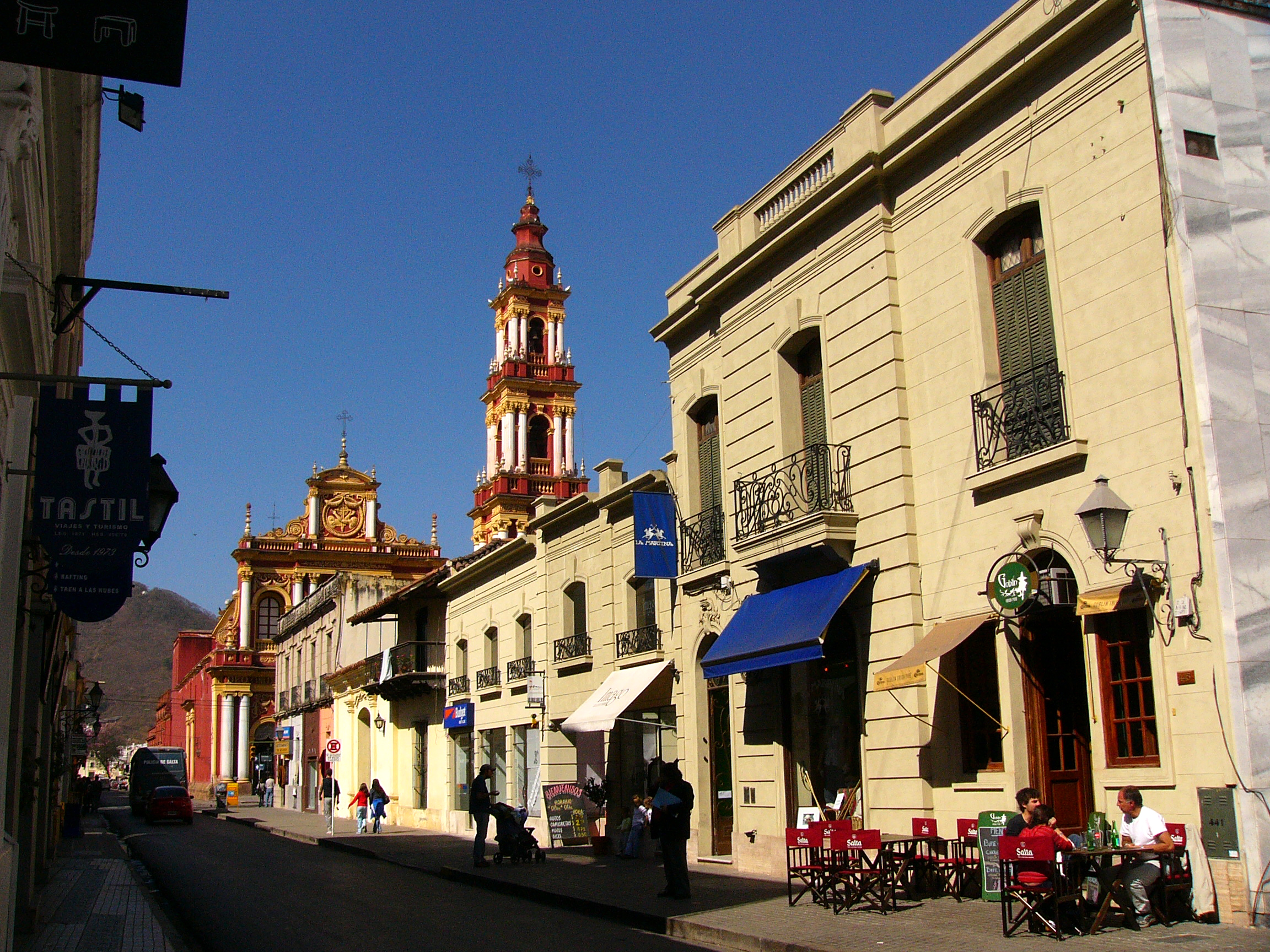
Вулиця міста
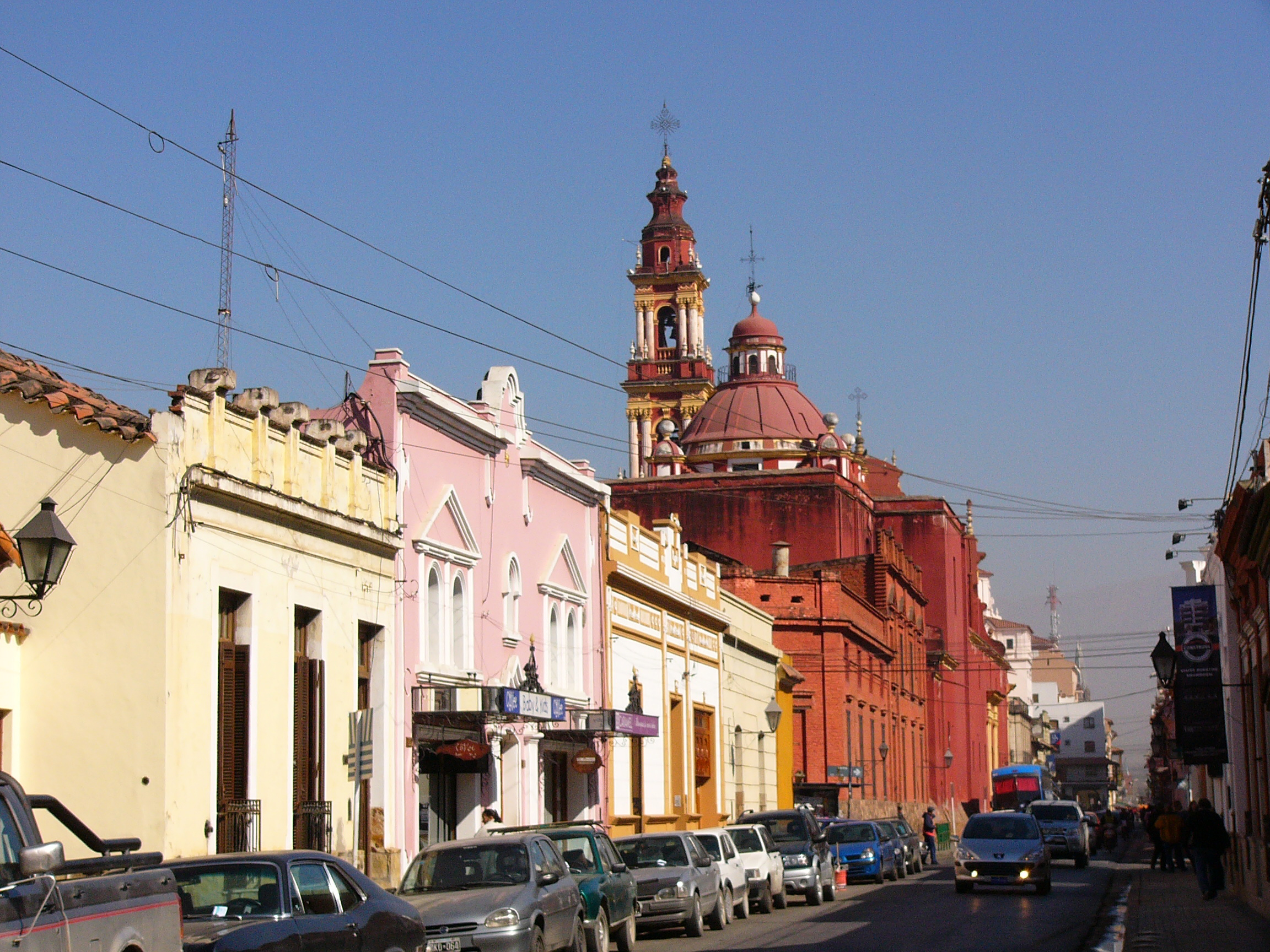
Вулиця міста
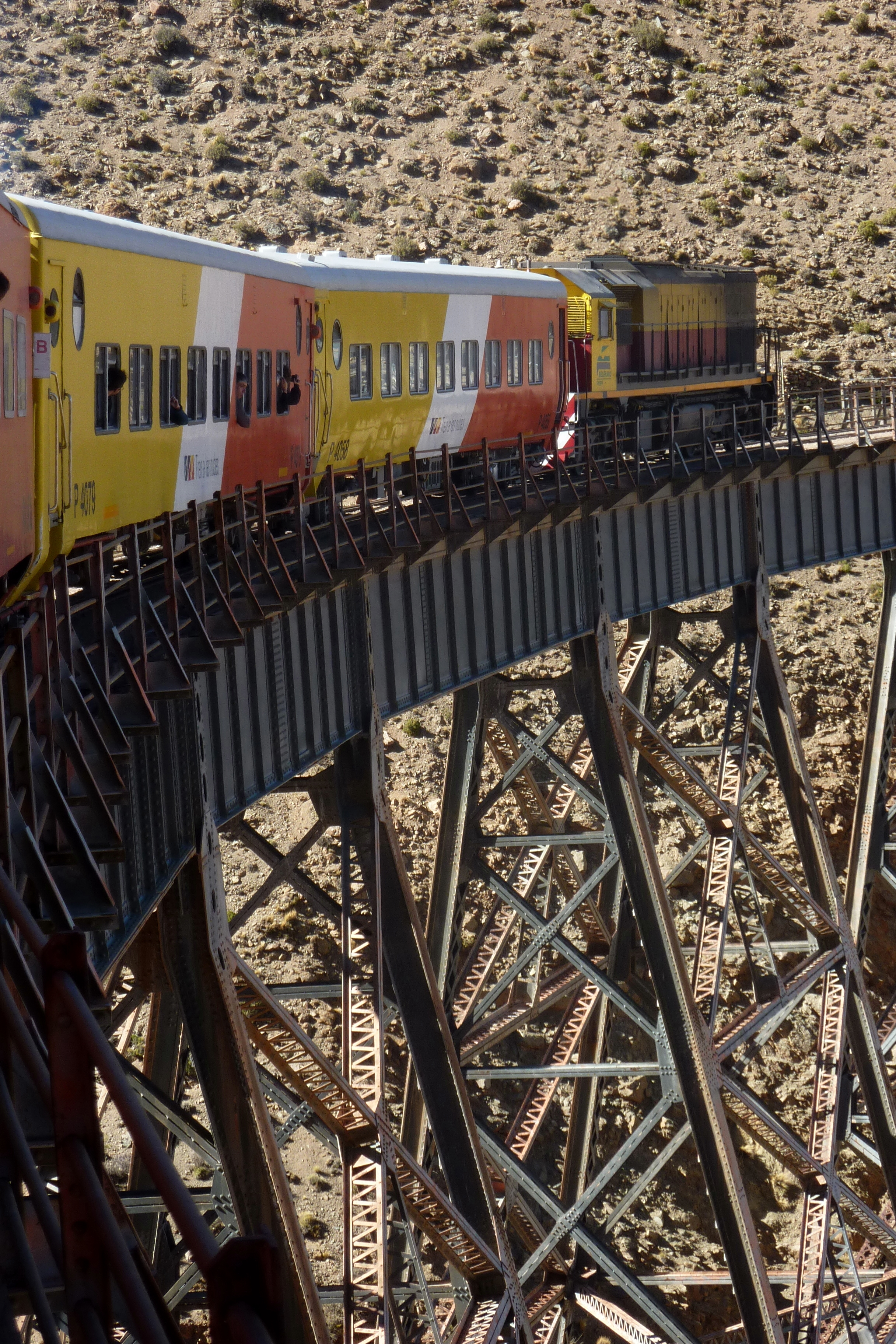
Потяг до хмар

## Транспорт
Сальта має такі шляхи сполучення:

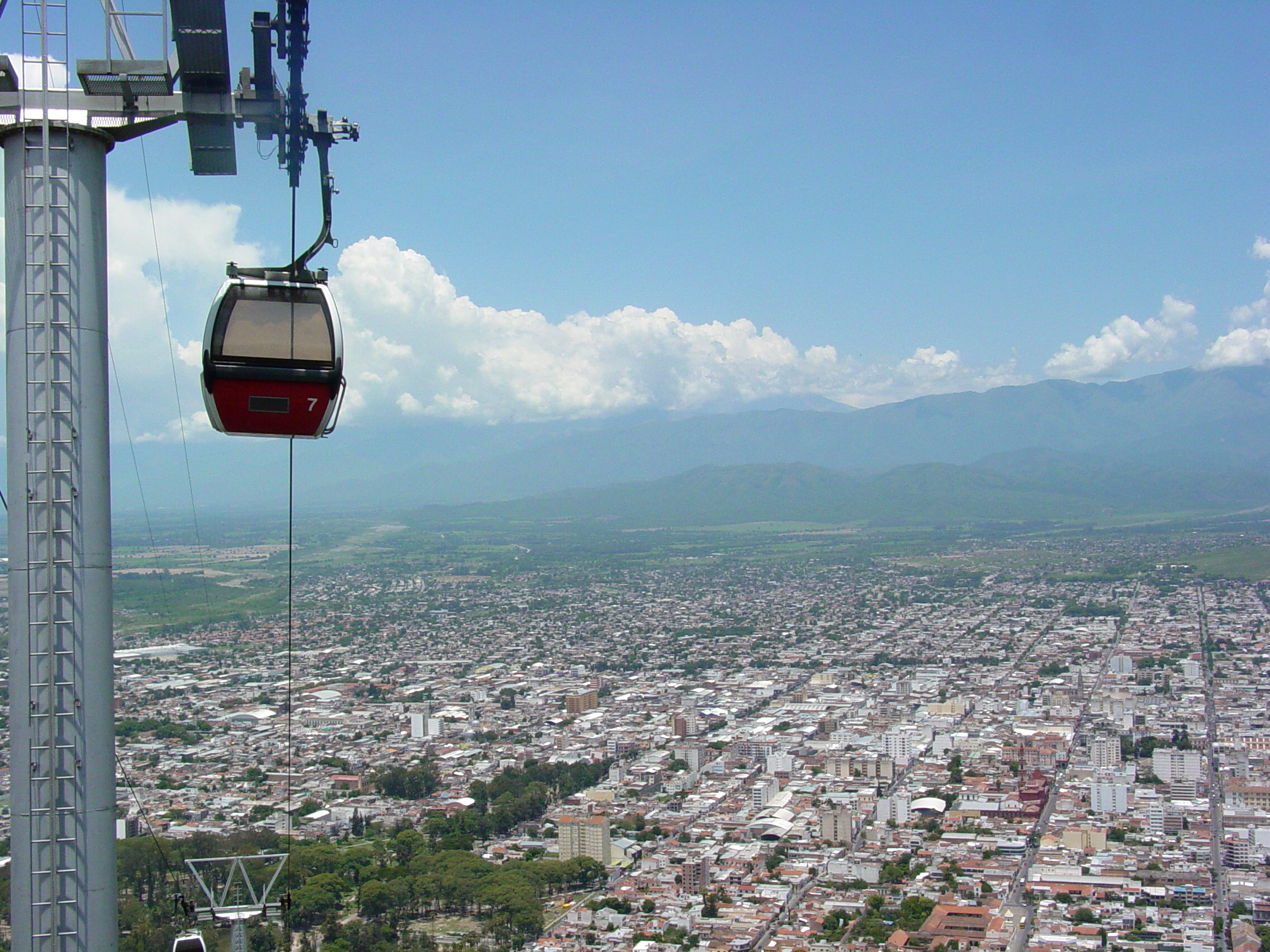
Канатна дорога

- автомобільні: національні траси № 9, 34, 16, 51
- залізниця Хенераль-Белграно, Потяг до хмар, Залізниця Сальта — Антофагаста
- міжнародний аеропорт

Громадський транспорт міста представлений автобусною мережею. Також діє канатна дорога до вершини пагорбу Сан-Бернардо, яка розташована на висоті 264 м над містом.

## Визначні особистості

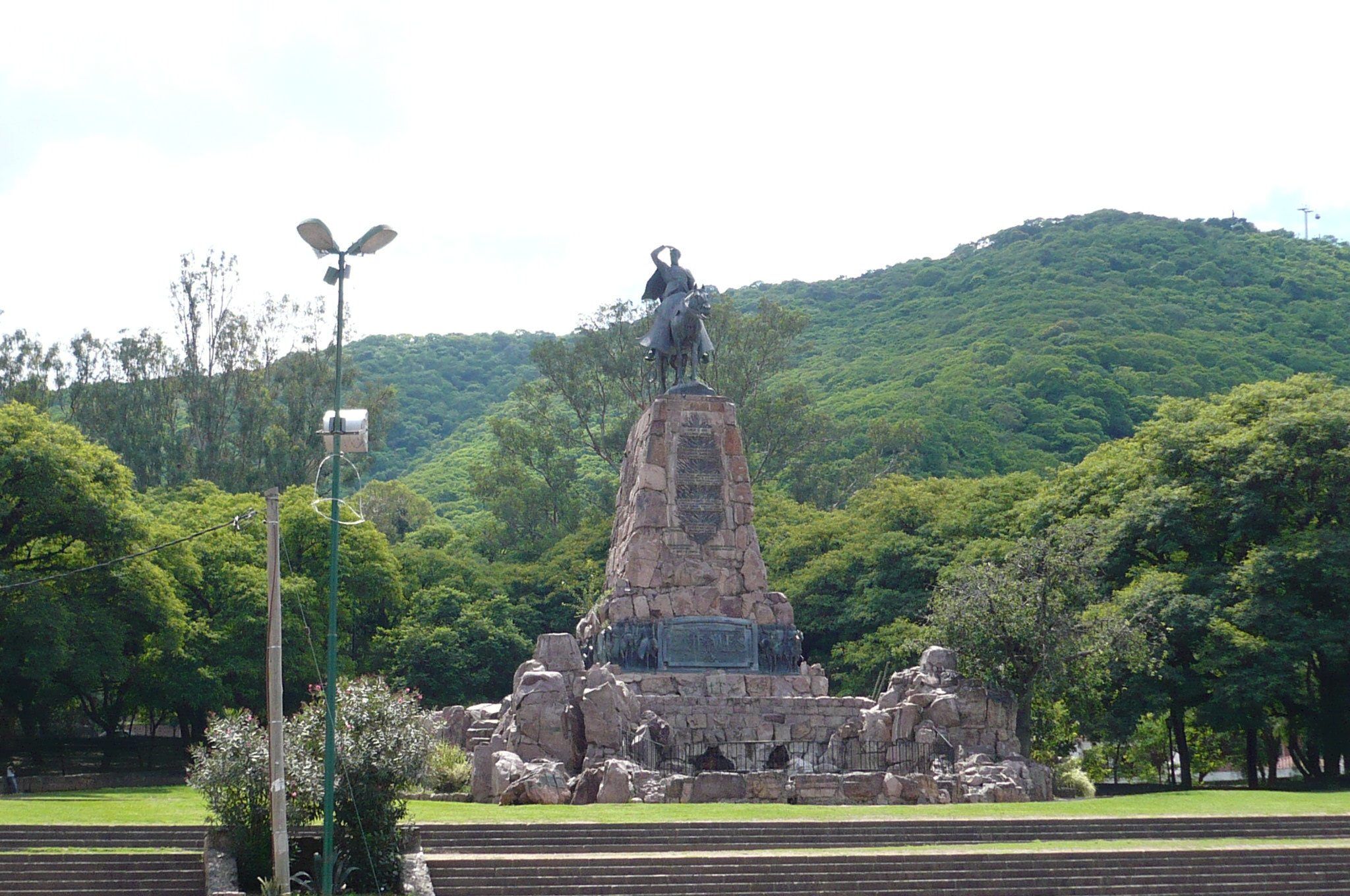
Пам'ятник М. М. де Гуемесу

У Сальті народилися такі відомі люди:
- Хосе Еварісто де Урібуру — президент Аргентини у 1895—1898 роках
- Аугусто Рауль Кортасар — академік, один з найвідоміших дослідників фольклору Аргентини[6]
- Мартін Мігель де Гуемес — видатний борець за незалежність Аргентини
- Лукресія Мартель — аргентинська кінорежисерка, номінувалася на Золоту пальмову гілку 2004 року

## Міста-побратими
- Чилі, Калама
- Іспанія, Сан-Кристобаль-де-ла-Лагуна
- Венесуела, Маракай
- Болівія, Санта-Крус-де-ла-Сьєрра